# Loi sur l'autonomie du Groenland (2009)
Pour les articles homonymes, voir Loi sur l'autonomie du Groenland.
Lire en ligne

Texte

La loi sur l'autonomie du Groenland (en danois Lov om Grønlands Selvstyre), adoptée le 21 juin 2009, est la norme régissant les compétences des organes exécutif, législatif et judiciaire du Groenland au sein du Royaume de Danemark. Elle remplace la loi sur l'autonomie du Groenland de 1979. L'actuelle loi sur l'autonomie est basée sur le Livre blanc no 1497 élaboré par la Commission dano-groenlandaise sur l'autonomie en 2008. Elle fait suite au référendum du 25 novembre 2008 sur l'extension de l'autonomie du Groenland.